# Bataille de Svolder
Vous lisez un « article de qualité » labellisé en 2011.
La bataille de Svolder, ou bataille de Swold, est une bataille navale qui s'est déroulée en l'an 999 ou 1000 dans la mer Baltique, opposant le roi de Norvège Olaf Tryggvason à une alliance de ses ennemis. Les enjeux de la bataille concernent le processus d'unification de la Norvège en un État unique, la volonté de longue date des Danois de contrôler le pays et la diffusion du christianisme en Scandinavie.
L'emplacement de la bataille n'est pas clairement établi, notamment du fait de la profonde modification des côtes de la Baltique au cours des siècles ; les historiens la situent généralement soit dans l'Øresund, soit près de l'île de Rügen.
En expédition sur les côtes sud de la Baltique, Olaf, le roi de Norvège, tombe dans une embuscade tendue par une alliance composée du roi de Danemark Sven à la Barbe Fourchue, du roi de Suède Olof Skötkonung et du Norvégien Éric Håkonsson, jarl de Lade. Pris par surprise, Olaf doit affronter une force largement supérieure d'au moins 70 navires avec seulement 11 navires. Arrimés les uns aux autres en une formation défensive, ses navires sont capturés l'un après l'autre jusqu'à la prise de son navire amiral, le Grand Serpent (Ormen Lange en vieux norrois), par le jarl Éric. Olaf se jette alors à la mer, mettant fin aux combats. Après la bataille, la Norvège est confiée à la gestion des jarls de Lade, en tant que fief des rois de Danemark et de Suède.
Les écrits les plus détaillés sur l'événement, les sagas royales, sont rédigés environ deux siècles après son déroulement. Historiquement peu fiables, elles offrent un récit littéraire détaillé de la bataille et des événements qui l'ont entraînée. Les sagas attribuent les causes de la bataille à la proposition malheureuse de mariage d'Olaf Tryggvason à Sigrid Storråda et à son mariage problématique avec Tyra, la sœur de Sven de Danemark. Au début de la bataille, Olaf est mis en scène injuriant les flottes danoises et suédoises à coup de bravades et d'insultes ethniques, tandis qu'il reconnaît qu'Éric Håkonsson et ses hommes sont dangereux, étant Norvégiens comme lui. L'épisode le plus connu de la bataille est le bris de l'arc d'Einarr Þambarskelfir qui annonce la défaite d'Olaf.
Dans les siècles qui suivent, la description de la bataille faite par les sagas, notamment par la Heimskringla de Snorri Sturluson, inspire de nombreuses œuvres littéraires. Magnifié par ces récits, le roi Olaf devient un personnage mythique de la littérature nordique.

## Sources

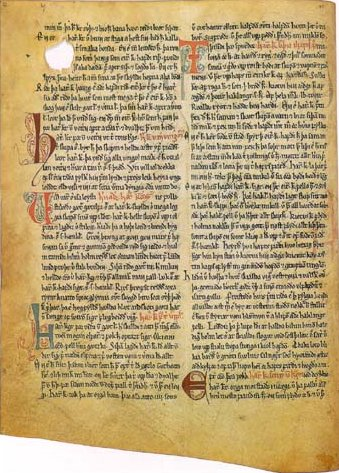
Parmi tous les récits de la bataille de Svolder présents dans de nombreuses sources médiévales, celui qu'en fait Snorri Sturluson dans la Heimskringla est le plus connu et le plus influent sur les travaux historiques et littéraires modernes.

La bataille de Svolder est mentionnée dans de nombreuses sources historiques. Le premier document écrit qui y fasse référence est le fait d'Adam de Brême (vers 1080), qui en donne le déroulement du point de vue danois, d'après les données fournies par Sven II de Danemark. L'historien danois Saxo Grammaticus réutilise le récit d'Adam de Brême et le complète dans sa Gesta Danorum (vers 1200).
En Norvège, les trois histoires synoptiques, Historia de Antiquitate Regum Norwagiensium, Historia Norwegiae et Ágrip af Nóregskonungasögum (vers 1190), présentent toutes le même bref récit de la bataille. Les sagas royales islandaises présentent un traitement plus complet de l'événement, à commencer par Oddr Snorrason dans sa saga d'Olaf Tryggvason (vers 1190). Travaillant à partir de la poésie scaldique, de traditions orales, d'exemples européens connus et de sa propre imagination, Oddr construit un récit très détaillé de la bataille. Ce travail est repris dans les sagas islandaises tardives comme la Fagrskinna et l'Heimskringla (vers 1220), qui comportent toutes deux des ajouts de citations de vers scaldiques. Trois poèmes islandais du début du XIIIe siècle présentent un intérêt historique : Nóregs konungatal, Rekstefja et Óláfsdrápa Tryggvasonar. L'immense Óláfs saga Tryggvasonar en mesta (vers 1300) combine plusieurs des œuvres précédentes pour former le dernier, le plus long et, finalement, le moins fiable des récits.
Des poèmes scaldiques contemporains des évènements, comme l'œuvre de Hallfreðr l'ennuyeux au service d'Olaf Tryggvason, relatent également la bataille. Hallfreðr n'était pas présent lors de l'événement mais il collecte des informations sur le sujet a posteriori dans le cadre de la réalisation d'un panégyrique d'Olaf. Du côté d'Éric, on possède de nombreuses stances de Halldórr ókristni, qui parle de la bataille s'étant déroulée « l'année dernière » et conte la capture par Éric du Grand Serpent, le navire d'Olaf. On trouve également des vers narrant les combats dans l'élégie d'Éric composée par Þórðr Kolbeinsson, probablement autour de 1015. Enfin, Skúli Þorsteinsson, qui combat aux côtés d'Éric durant la bataille, raconte l'affrontement dans des vers composés dans sa vieillesse.
Concernant l'importance accordée par les historiens contemporains aux sources provenant de la poésie scaldique en tant que source la plus fiable, il faut rappeler que les poèmes ne nous sont pas parvenus indépendamment mais sous forme de citations dans les sagas royales. Après deux siècles de tradition orale, il est possible que les poèmes n'aient pas tous été précisément transmis et correctement attribués. De plus, l'objectif premier de la poésie scaldique n'est pas de transmettre des informations, mais plutôt de traduire de manière artistiques des faits déjà connus des auditeurs. Les historiens se replient fréquemment sur les récits des sagas, moins fiables mais plus détaillés.

## Contexte
Durant le Haut Moyen Âge, la Norvège est divisée en de nombreux petits royaumes indépendants, souvent rivaux, sans pouvoir central fort. Dans l'historiographie traditionnelle, l'avènement de Harald à la Belle Chevelure au IXe siècle marque le début du processus d'unification du pays et de consolidation du pouvoir royal. Les héritiers d'Harald, de même que les autres prétendants au trône, doivent cependant encore compter avec des pouvoirs régionaux forts, comme celui des jarls de Lade dans le nord ou celui des maîtres du Vingulmark dans l'est, tandis que les rois du Danemark proclament leur souveraineté sur certaines régions du sud et cherchent à s'allier à certains seigneurs norvégiens pour accroitre leur influence. La diffusion du christianisme constitue également un fait politique marquant de la fin du Xe siècle.

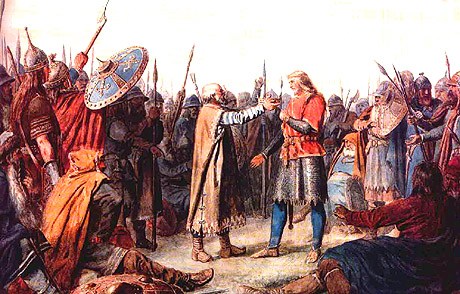
Proclamé roi en 995, Olaf Tryggvason se lance rapidement dans la conversion de la Norvège au christianisme, utilisant tous les moyens à sa disposition.

Dans les années 970, Håkon Sigurdsson, jarl de Lade, devient l'homme le plus puissant de Norvège, grâce au soutien initial de Harald à la Dent bleue, roi du Danemark, dont il devient le vassal. Ils se brouillent cependant rapidement pour des questions religieuses, Harald souhaitant convertir la Norvège au christianisme quand Håkon reste un ardent défenseur des religions païennes traditionnelles. En 995, Håkon est renversé et le jeune chef Olaf Tryggvason, un chrétien, monte sur le trône.
Parallèlement à son rejet de l'autorité danoise, Olaf se donne pour objectif de convertir la Norvège et ses colonies de l'ouest aussi rapidement et complètement que possible. Usant de menaces, tortures et exécutions, Olaf parvient à vaincre la résistance païenne et en quelques années, au moins officiellement, la Norvège devient un pays chrétien. Le roi Olaf s'est cependant créé de nombreux ennemis lors de son accès fulgurant au pouvoir. Les plus importants sont le jarl Éric Håkonsson, fils d'Håkon, et Sven de Danemark, roi du Danemark, chacun se sentant dépossédé de sa part de la Norvège par Olaf.
Les intérêts qui s'affrontent lors de la bataille de Svolder vont diviser la Norvège pour les décennies à venir, entraînant d'autres batailles majeures, comme celles de Nesjar et de Stiklestad. Le conflit prend fin en 1035, lorsque Magnus le Bon monte sur le trône d'une Norvège chrétienne et indépendante.

## Genèse de la confrontation

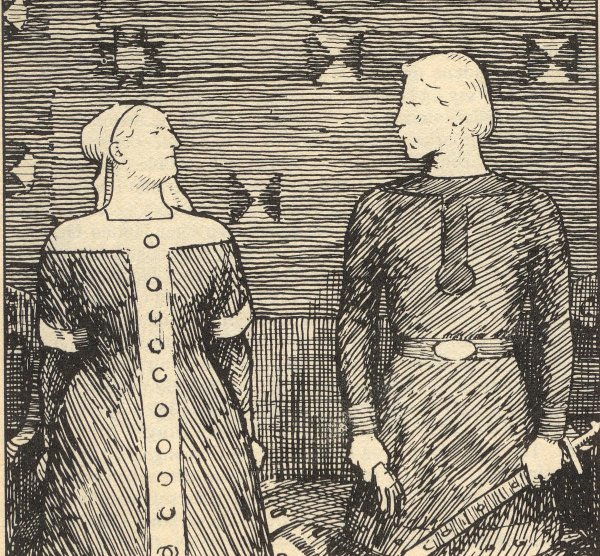
Olaf Tryggvason demande Sigrid Storråda en mariage, à condition qu'elle se convertisse au christianisme. À la suite du refus de Sigrid, Olaf la frappe avec un gant. Elle le prévient alors que ce geste pourrait entraîner sa mort.

Il n'y a rien à tirer des poèmes scaldiques contemporains sur les causes de la bataille. Adam de Brême rapporte que la femme danoise d'Olaf Tryggvason, Tyra, le pousse à déclarer la guerre au Danemark. La nouvelle de l'alliance entre Sven de Danemark et Olof de Suède provoque la colère d'Olaf, qui décide de passer à l'attaque. Ágrip et Historia Norwegie font un récit similaire. Quand Tyra, la sœur de Sven, épouse Olaf, Sven refuse de payer la dot promise. Insulté, Olaf lance une expédition contre le Danemark. Impatient d'attendre le rassemblement des forces en provenance de toute la Norvège, il se décide de partir sans tarder et prend la mer avec seulement 11 navires, attendant que le reste des troupes suive. Cet espoir ne se réalisant pas, il prend le chemin du Wendland (la Poméranie) à la recherche d'alliés, avant d'être pris en embuscade par Sven et ses alliés. Ces allégations sont contredites par un vers contemporain de Halldórr ókristni, qui rapporte qu'Olaf Tryggvason venait du sud à son arrivée sur le site de la bataille.

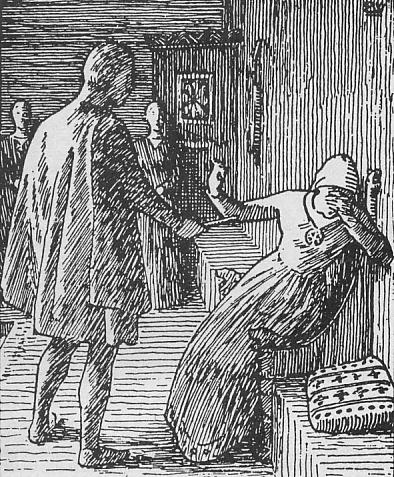
Olaf offre à Tyra du Danemark une racine d'angélique. Il la trouve en train de pleurer et Tyra lui reproche de ne pas avoir le courage de quitter la Norvège par crainte de son frère Sven à la barbe fourchue.

Oddr Snorrason propose un récit complet des problèmes provenant des mariages de Tyra. Il raconte qu'elle est la fiancée puis qu'elle épouse le roi des Wendes, Boleslas Ier de Pologne, qui reçoit une généreuse dot pour cette union. Tyra ne souhaite cependant pas cette union et se laisse mourir de faim après la cérémonie de mariage. Boleslas la renvoie au Danemark, et elle s'arrange ensuite pour épouser Olaf Tryggvason, au déplaisir de son frère Sven. La femme de Sven, Sigrid Storråda, une opposante féroce d'Olaf, convainc Sven de lui déclarer la guerre. Sven conspire alors avec le jarl Sigvaldi et le roi Olof de Suède pour attirer Olaf dans un piège. Olaf Tryggvason voyage vers le pays des Wendes pour récupérer la dot de Tyra auprès du roi Boleslas et, une fois sur place, a vent des rumeurs d'un piège qui lui est tendu. Sigvaldi arrive alors et lui assure que ces rumeurs sont fausses. Sur la foi des dires de Sigvaldi, Olaf renvoie une partie de sa flotte, car ses hommes sont impatients de rentrer. Il n'a alors à sa disposition qu'une armée réduite quand il est pris en embuscade près de Svolder.
La Fagrskinna et la Heimskringla reprennent largement les éléments fournis par Oddr en les simplifiant, mais divergent néanmoins par certains aspects. Selon la Heimskringla, Sigvaldi voyage depuis le pays des Wendes avec Olaf et une flotte wende pour le mener sur le lieu de l'embuscade.
Quelle que soit la véracité des détails présentés ci-dessus, il est clair que Sven, Olof et le jarl Éric Håkonsson ont de fortes raisons de s'opposer à Olaf Tryggvason. Olaf a pris le contrôle du Viken, dans le sud de la Norvège, une région qui est longtemps restée sous contrôle danois. Olaf et Sven ont combattu en Angleterre ensemble, mais Olaf conclut la paix pendant que Sven continue à se battre. Sven est en bons termes avec Olof de Suède et a épousé sa sœur, ce qui en fait des alliés naturels. Enfin, Éric a été spolié de ses possessions, de même que son père, le jarl Håkon, par Olaf Tryggvason, dont il souhaite très probablement se venger.
À partir des récits contradictoires des diverses sources, les historiens ont tenté de reconstruire la séquence probable des événements qui mènent à la bataille de Svolder. Il est probable qu'Olaf Tryggvason soit effectivement sur la route du retour en Norvège depuis le pays des Wendes quand il est pris dans une embuscade. Les sagas royales exagèrent probablement l'importance de Tyra et de ses mariages. S'il est possible qu'Olaf cherche à récupérer la dot de Tyra, il est plus plausible qu'il s'attende à la guerre et soit parti à la recherche d'alliés chez les Wendes dans cette perspective, sans grand succès. Le personnage de Sigvaldi reste assez énigmatique, mais il paraît avéré, selon les poèmes scaldiques, qu'il a effectivement trahi Olaf.

## Datation et localisation

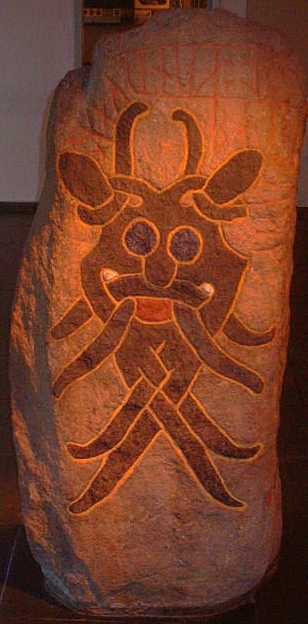
La pierre runique 66 d'Aarhus, datant de l'âge des Vikings, célèbre un homme ayant « trouvé la mort où les rois combattent ». L'événement auquel il est fait référence pourrait être la bataille de Svolder.

Toutes les sources fournissant une date s'accordent sur le fait que la bataille s'est déroulée en l'an 1000. La plus ancienne source datant la bataille est l'Íslendingabók, écrit vers 1128, qui précise que l'affrontement s'est déroulé en été. Oddr Snorrason ajoute que la bataille est « commémorée pour les hommes qui y sont tombés le 3e ou le 4e jour des ides de septembre », soit le 10 ou 11 septembre. La grande saga d'Olaf Tryggvason (Óláfs saga Tryggvasonar en mesta) rapporte que la bataille s'est déroulée le 9 septembre, date sur laquelle d'autres sources s'accordent. Du fait que certains historiens médiévaux considéraient le mois de septembre comme la fin de l'année, il est possible que l'année en question soit en fait l'an 999.
La localisation de la bataille ne peut pas être précisée avec certitude. Selon Adam de Brême, l'affrontement a lieu dans l'Øresund. Ágrip et Historia Norwegiae le situent également sur les côtes de Seeland. Theodoricus le place « près de l'île appelée Svöldr ; située près du pays des Wendes ». La  Fagrskinna parle d'une « île au large de la côte du Vinðland... appelée Svölðr ». Oddr Snorrason et l'Heimskringla s'accordent sur le nom de l'île mais ne précisent pas sa situation. Une stance de Skúli Þorsteinsson parle de « l'embouchure de Svolder », suggérant que Svolder est à l'origine le nom d'une rivière que les peuples scandinaves, peu familiers de la géographie wende, ont transformé en île. Les Annales de Ryd danoises sont l'unique source plaçant la bataille dans la Schlei, dans le Schleswig-Holstein. Les historiens modernes sont divisés sur la question, certains situant la confrontation près de l'île allemande de Rügen quand d'autres préfèrent l'Oresund.

## Composition des flottes
Les sources norroises s'accordent à dire qu'Olaf Tryggvason combat contre une force largement supérieure. La Fagrskinna, par exemple, indique qu'il ne possède qu'une petite flotte et que la mer autour de lui est « tapissée de vaisseaux de guerre ». Les sources spécifiant le nombre de navires précisent qu'Olaf possède 11 navires mais divergent sur l'étendue de la flotte alliée.
| Source               | Olaf Tryggvason | Olof de Suède | Éric Håkonsson | Sven de Danemark | Total allié | Ref.   |
| -------------------- | --------------- | ------------- | -------------- | ---------------- | ----------- | ------ |
| Oddr Snorrason       | 11              | 60            | 19             | 60               | 139         | [ 24 ] |
| Ágrip                | 11              | 30            | 22             | 30               | 82          | [ 25 ] |
| Historia Norwegie    | 11              | 30            | 11             | 30               | 71          | [ 26 ] |
| Theodoricus monachus | 11              | -             | -              | -                | 70          | [ 18 ] |
| Rekstefja            | 11              | 15            | 5              | 60               | 80          | [ 27 ] |

Même si les sagas s'accordent sur le fait qu'Olaf Tryggvason n'a que 11 bateaux à sa disposition lors de la bataille, certaines citent un vers de Halldórr ókristni qui avance qu'Olaf possède 71 navires lorsqu'il prend la mer depuis le sud. Les sagas expliquent cette discordance par le fait qu'une partie des 71 navires appartient au jarl Sigvaldi, qui abandonne Olaf, et que d'autres passent au travers du piège à Svolder avant le déclenchement des combats.
Les sagas décrivent trois navires parmi la flotte d'Olaf Tryggvason. Selon la Heimskringla, la Grue est un long navire de très grande taille, « un trente-bancs qui était haut à la proue et à la poupe mais qui n'était pas d'une grande largeur ». Il est au service du roi Olaf et utilisé comme vaisseau amiral à l'occasion.
Olaf a confisqué le second de ses principaux vaisseaux à un païen qu'il tortura à mort après son refus de se convertir au christianisme. Le roi Olaf « décida de le barrer en personne, parce que c'était un navire beaucoup plus grand et beaucoup plus beau que la Grue. Il présentait à l'avant une tête de dragon et à l'arrière une boucle qui revenait en pointe telle une queue, et aussi bien le cou que la base de la boucle étaient lamés d'or, de même que toute la proue. Le roi donna à ce navire le nom de Serpent parce que, quand sa voile était hissée, on eût dit un dragon déployant ses ailes. C'était le plus beau navire de toute la Norvège ».

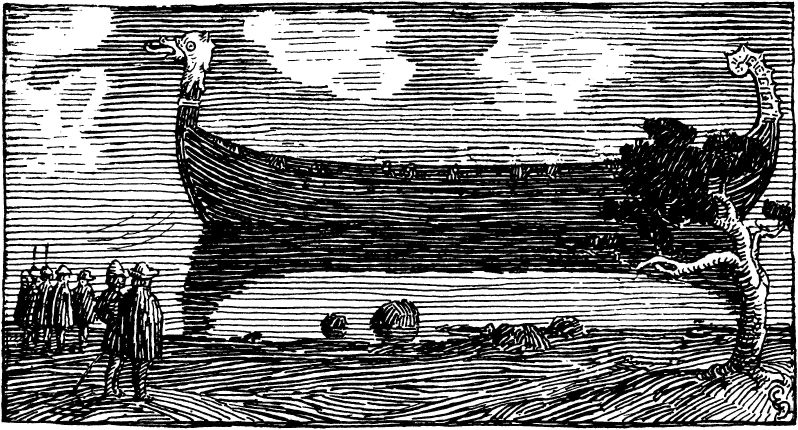
Le Grand Serpent est le meilleur navire jamais construit en Norvège et le plus coûteux.

Le troisième navire amiral d'Olaf, le Grand Serpent, est un navire légendaire, mentionné dans de nombreuses anecdotes des sagas.

« C'était un dragon, construit sur le modèle du Serpent que le roi avait ramené du Halogaland, mais ce navire était plus grand et beaucoup plus soigné à tous égards. Il l'appela le Grand Serpent et donna le nom de Petit Serpent à l'autre navire. Le Grand Serpent était un trente-quatre bancs ; les têtes et la boucle étaient entièrement lamées d'or, et la muraille était aussi élevée que celle des bâtiments de haute mer. C'est le navire qui, en Norvège, fut construit avec le plus de soin et à plus grands frais. »

Le seul navire allié décrit est celui d'Éric, l'Étrave-de-Fer. Selon la Fagrskinna, il s'agissait du plus grand de « tous les navires ». La Heimskringla donne plus de détails :

« Le duc Éric avait un navire de guerre extrêmement grand, sur lequel il était accoutumé de partir en expédition viking. Le massif de l'étrave, de même que celui de l'étambot, était hérissé de pointes de fer dans sa partie supérieure, tandis que dans sa partie inférieure il était recouvert sur toute la largeur d'une épaisse plaque de fer qui descendait jusqu'à la ligne de flottaison. »

## Bataille

### Prémices de la bataille: évaluation des forces en présence
Il est peu probable que les auteurs des sagas aient eu des informations précises sur les détails de la bataille, au-delà des récits épars des poèmes qui leur ont été transmis. Cependant, à commencer par Oddr Snorrason, ils présentent un récit littéraire élaboré, dépeignant les principaux participants dans leurs pensées et leurs actions.
Les navires d'Olaf Tryggvason passent devant le point d'ancrage de ses ennemis, dans une longue colonne en désordre, n'imaginant pas une attaque imminente. Bien placés pour observer la flotte, le jarl Éric et les deux rois devisent sur les navires qui défilent sous leurs  yeux. Sven et Olaf sont impatients d'engager le combat, Éric étant dépeint comme le plus prudent et le plus fin connaisseur des forces norvégiennes.
À l'apparition progressive de navires de plus en plus imposants, les Danois et les Suédois pensent à chaque fois être devant le Grand Serpent et souhaitent systématiquement lancer l'attaque. Éric les convainc cependant d'attendre grâce à ses commentaires avisés.

« Ce n'est pas le navire du roi Olaf. Je connais ce navire pour l'avoir souvent vu. C'est celui d'Erling Skjalgsson de Jæren, et il ne vaut mieux pas l'attaquer par la poupe. Il est manœuvré par de tels hommes que, si nous voulons atteindre le roi Olaf Tryggvason, nous apprendrons vite qu'il vaudrait mieux pour nous de trouver un passage parmi sa flotte que livrer bataille à ce navire. »

Quand Éric consent enfin à l'attaque, Sven se vante de pouvoir commander le Grand Serpent avant la fin de la journée. Éric lui fait discrètement remarquer qu'avec ses seuls soldats danois, le roi Sven ne prendrait jamais ce navire. Au moment de l'attaque des alliés, le point de vue change pour se tourner depuis la flotte norvégienne.
Après avoir aperçu l'ennemi, Olaf a encore la possibilité d'utiliser la voile et la rame pour fuir l'embuscade et échapper à ses ennemis, mais il refuse la fuite et s'apprête à livrer bataille avec les onze navires qui lui restent à proximité. En voyant la flotte danoise parée derrière lui, il commente : « Nous  n'avons rien à craindre de ces poules mouillées. Nulle bravoure n'habite le cœur des Danois. » De même, Olaf enterre les Suédois en référence à leurs coutumes païennes :

« Il eût été préférable pour les Suédois de rester chez eux et de lécher leurs coupes sacrificielles plutôt que d'attaquer le Serpent défendu par vos armes. »

C'est seulement quand Olaf Tryggvason avise le contingent mené par Éric Håkonsson qu'il réalise que la bataille sera féroce, car « ce sont des Norvégiens comme nous-mêmes ». L'emphase mise par les sagas sur le rôle d'Éric contraste avec les récits se plaçant du point de vue danois, par Adam de Brême et Saxo Grammaticus, qui décrivent la bataille comme une victoire danoise sur les Norvégiens, sans la moindre référence au jarl Éric et à ses hommes.

### Engagement des combats

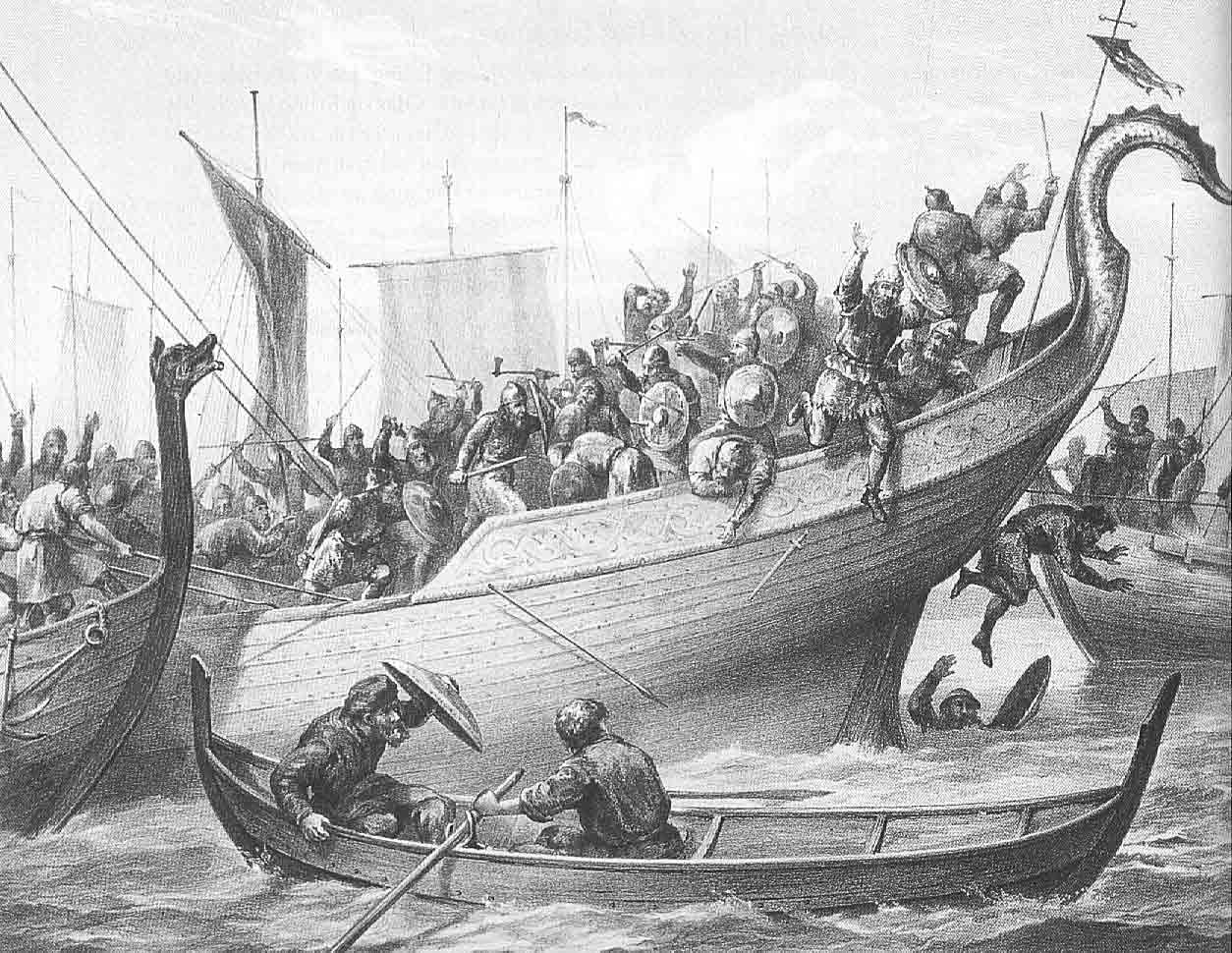
La nature chaotique d'une bataille navale se retrouve dans la peinture de Peter Nicolai Arbo de la bataille de Svolder.

La disposition adoptée pour la bataille est celle que l'on observe lors de nombreuses batailles navales au Moyen Âge quand une flotte doit combattre sur la défensive. Olaf place ses navires côte à côte, avec son propre navire, le Grand Serpent, au centre de la ligne, la proue dépassant de l'alignement des autres navires. L'avantage de cette tactique est de libérer les mains des défenseurs pour le combat, de former une barrière avec les rames et les vergues des navires et de limiter la capacité de l'ennemi à profiter de sa supériorité numérique, en réduisant le risque d'encerclement de navires isolés. Le Grand Serpent est le plus long et le plus haut navire de la flotte, ce qui procure un autre avantage à ses défenseurs, qui peuvent ainsi faire pleuvoir leurs flèches, javelots et autres projectiles, alors que les assaillants sont obligés de tirer vers le haut. Olaf transforme ainsi ses onze navires en une forteresse flottante.
Les sagas mettent largement en avant les Norvégiens, louant Éric Håkonsson pour son intelligence et pour sa vaillance parmi les adversaires d'Olaf Tryggvason. Les Danois et les Suédois se précipitent à l'assaut de la ligne de formée par les navires d'Olaf et sont repoussés en souffrant de lourdes pertes humaines et matérielles. Le jarl Éric attaque par le flanc et lance son navire, le Étrave-de-Fer contre le dernier navire de la ligne d'Olaf, qu'il balaye au prix d'une violente attaque puis procède de même envers le navire suivant. De cette manière, les navires protégeant les flancs d'Olaf sont écartés les uns après les autres jusqu'à atteindre le Grand Serpent.

### Einarr Þambarskelfir

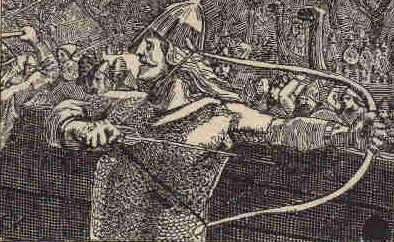
Einarr Þambarskelfir essaye l'arc du roi et le trouve trop souple.

L'un des épisodes les plus connus de la bataille implique Einarr Þambarskelfir, un archer de la flotte du roi Olaf qui devient plus tard un habile politicien. La Heimskringla décrit sa tentative de tuer le jarl Éric et de sauver ainsi le roi Olaf de la défaite :

« [Einar] décocha contre le duc Éric une flèche qui vint se planter dans la tête du gouvernail, au-dessus de la tête du duc, et s'enfonça jusqu'au fût. Le duc regarda autour de lui, puis demanda à ses hommes s'ils savaient d'où venait le trait, mais aussitôt une seconde flèche arriva si près du duc qu'elle vola entre son bras et sa hanche, puis alla se ficher dans le dossier [de l'homme de barre] si profondément que la pointe et une grande partie du fût en ressortirent. Le duc dit alors à l'homme qui selon certains s'appelait Finn, mais qui selon d'autres était Finnois, et qui était un excellent tireur à l'arc : « Vise le grand gaillard qui est posté dans la maille étroite ». Finn décocha une flèche qui arriva au beau milieu de l'arc d'Einar, au moment même où il le bandait pour la troisième fois. L'arc se fracassa alors en deux morceaux.
Le roi Olaf déclara alors : « Qu'est-ce qui vient de se fracasser si bruyamment ? »

Einar répondit « C'est la Norvège, mon roi, qui vient de se fracasser entre tes mains.

- Ce ne fut pas un si grand fracas, rétorqua le roi, mais prend mon arc et continue de tirer », et il lui lança son arc.
Einar l'attrapa, engagea aussitôt une flèche et tendit l'arc bien au-delà de la pointe de la flèche. Il s'exclama alors : « Trop souple, trop souple est l'arc du souverain ! » Il rejeta l'arc, se saisit de son bouclier et de son épée et se mit à combattre. »

La même histoire est contée dans la Gesta Danorum, à la différence qu'Einar y vise Sven et non Éric.

### La mort d'Olaf

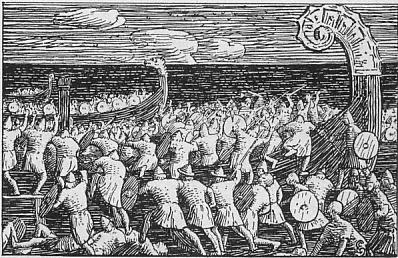
À la fin de la bataille, Éric et ses hommes abordent le Grand Serpent.

Au bout du compte, le Grand Serpent est écrasé sous le nombre de ses assaillants et Olaf Tryggvason vaincu. Les sources danoises rapportent que, lorsqu'il se rend compte de sa défaite, Olaf se suicide en se jetant à la mer, trouvant ainsi « une fin digne de sa vie », selon Adam de Brême. Saxo Grammaticus raconte qu'Olaf préfère le suicide à la mort des mains de ses ennemis et se jette par-dessus bord vêtu de son armure plutôt que de  d'assister à la victoire de ses adversaires. Les récits norvégiens et islandais sont moins tranchés et plus favorables à Olaf. Le poème commémoratif d'Hallfreðr vandræðaskáld, dédié au roi Olaf, fait référence à des rumeurs selon lesquelles le roi a pu échapper à la mort à Svolder. Les sagas proposent d'autres versions. L'Ágrip rapporte ;

« Rien n'est sûr concernant la chute du roi Olaf. On l'a vu, alors que le combat faiblissait, se tenir toujours vivant, perché à l'arrière de son navire le Grand Serpent. Mais quand Éric se dirigea vers la poupe du navire à sa recherche, une lumière semblable à un éclair l'aveugla, et quand la lumière eut disparu, le roi lui-même s'en était allé. »

D'autres sagas suggèrent qu'Olaf trouva son chemin jusqu'à la côte, peut-être avec l'aide d'anges, plus probablement secouru par l'un des navires wendes présent sur le lieu de la bataille. Après son évasion, Olaf aurait cherché le salut de son âme à l'étranger, probablement en rejoignant un monastère. Mesta décrit une série d'apparitions du roi en Terre sainte à la fin des années 1040.

## Conséquences de la bataille

Situation de la Norvège en l'an 1000, après la bataille de Svolder, selon la Heimskringla.
Zones gouvernées par Éric Håkonsson, au nom du roi Sven de Danemark.
Zones gouvernées par Svein Håkonsson, frère d'Éric, au nom du roi Olof de Suède.
Zone sous le contrôle direct de Sven de Danemark.

Après la bataille de Svolder, les vainqueurs se partagent la Norvège en plusieurs zones d'influence. La Heimskringla offre la description la plus détaillée de ce partage, qu'elle décrit comme tripartite. Olof de Suède reçoit quatre districts : une partie du Trøndelag, le Møre, le Romsdal et le Ranrike. Olof donne ses possessions au jarl Svein Håkonsson, son gendre, pour les administrer comme son vassal. Sven de Danemark récupère le district du Viken, où l'influence danoise s'est toujours faite sentir. Le reste de la Norvège est gouvernée par le jarl Éric Håkonsson, en tant que vassal de Sven. La Fagrskinna, pour sa part, avance que la partie suédoise consiste en l'Oppland et une partie du Trøndelag. Les autres sources sont beaucoup moins précises.
Les jarls Éric et Svein s'avèrent des dirigeants forts et compétents et leur règne prospère. La plupart des sources précisent qu'ils adoptent le christianisme, mais laissent leurs sujets pratiquer la religion de leur choix. Ce choix entraîne un large retour en arrière, annulant une grande part de l'œuvre missionnaire du roi Olaf Tryggvason en faveur de la religion chrétienne.

## Héritage
Plusieurs facteurs ont contribué à faire de la bataille de Svolder l'une plus célèbres batailles de l'âge des Vikings. Dans l'historiographie norvégienne et islandaise, le roi Olaf Tryggvason est tenu en haute estime, étant celui qui a introduit le christianisme dans ces régions du Nord. Sa fin haute en couleur dans une bataille contre des ennemis supérieurs en nombre en fait un sujet de choix pour la littérature. Les poètes de la cour du jarl Éric ont également assuré à leur maître sa part de gloire.

« La bataille est reconnue pour être la plus fameuse qui se soit jamais déroulée dans les contrées nordiques. Premièrement pour la défense héroïque menée par le roi Olaf et ses hommes à bord du Grand Serpent. On ne connaît aucun autre cas où des hommes se sont défendus aussi longtemps et aussi vaillamment contre des ennemis en nombre aussi écrasant. Deuxièmement pour la férocité de l'attaque menée par le jarl Éric et ses  hommes, qui a fait l'objet d'une large renommée. La bataille est également très connue pour l'étendue du massacre et le succès du jarl à prendre un navire qui, jusqu'à cette époque, était le plus grand et le meilleur jamais construit en Norvège, dont les marins disaient que, tant qu'il flotterait, il ne pourrait jamais être pris par les armes face à des combattants tels que ceux qui le manœuvraient. »

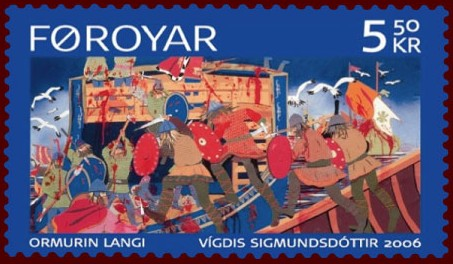
Timbre féroïen présentant une scène de la bataille de Svolder, inspiré par le poème de Jens Christian Djurhuus, Ormurin langi.

En Islande, où les sagas royales ont continué à être copiées et étudiées, la bataille a stimulé l'imagination de nombreux poètes. Un cycle de rímur du XVe siècle, Svöldrar rímur, conte le déroulement de la bataille en vers, en suivant le récit qu'en fait Oddr Snorrason. Deux autres cycles de rímur sur le même thème sont composés au XVIIIe siècle, parmi lesquels un nous est parvenu. Au XIXe siècle, le poète populaire Sigurður Breiðfjörð compose un autre cycle de rímur sur la bataille, basé sur le récit tiré de Óláfs saga Tryggvasonar en mesta (« La grande saga d'Olaf Tryggvason »).
Avec la montée des nationalismes et du romantisme au XIXe siècle, ainsi que le nombre croissant de traductions des sagas, l'intérêt pour la bataille se propage au-delà de l'Islande. Vers 1830, le poète féroïen Jens Christian Djurhuus compose une ballade sur la bataille intitulée Ormurin langi, d'après le récit de Snorri Sturluson. La ballade connait un réel succès et reste encore l'une des ballades féroïennes les plus appréciées et les plus connues. En 2002, une version heavy metal du groupe Týr suscite un intérêt international.
En Norvège, la pièce patriotique Einar Tambarskjelve, écrite en 1772 par Johan Nordahl Brun, est considérée comme un jalon de la littérature norvégienne. Plus tard, Bjørnstjerne Bjørnson écrit un célèbre poème sur la chute du roi, intitulé Olav Trygvason. Bjørnson collabore également avec Edward Grieg sur un opéra à propos d'Olaf Tryggvason, mais les deux se brouillent avant que l'œuvre ne soit achevée. Ragnar Søderlind termine plus tard l'opéra, qui sort finalement en septembre 2000, 1 000 ans après la bataille de Svolder. Søderlind emprunte des motifs dits « du destin » à Wagner, Beethoven et Liszt, pour les introduire dans la scène de la bataille.
La bataille constitue également une source d'inspiration en dehors de la Scandinavie, notamment au Japon avec un manga de l'artiste Ryō Azumi. L'œuvre la plus célèbre en langue anglaise est probablement le cycle d'Henry Longfellow The Saga of King Olaf, tiré de sa collection de poèmes publiée en 1863 et intitulée Tales of a Wayside Inn.